# Голубињска река
Голубињска река је десна притока Дунава, дужине 4,9km и површине слива 10,9km.
Извире код насеља Мироч на 460 м.н.в., протиче кроз Голубиње и улива се у Дунав на 80 м.н.в. Тече од југоистока ка северозападу. Слив реке се налази у НП Ђердап. Притоке реке су мањи водотокови.